# Maurice Wignall
Maurice Wignall, född 17 april 1976 är en jamaicansk friidrottare (110 meter häck och längdhopp).
Han deltog vid VM i friidrott 1997, där han med 8,09 meter hoppade det längsta försökshoppet och samtidigt satte sitt nuvarande personbästa. I finalen gick det sämre då han inte fick till något godkänt hopp.
Det är den enda gången han hoppat längd i ett större mästerskap, vid senare mästerskap har han istället sprungit 60 eller 110 meter häck.
Han har blivit sexa respektive sjua vid VM i friidrott 2001 och VM i friidrott 2005. Vid OS i Aten 2004 kom han fyra och satte samtidigt sitt nuvarande personbästa på 110 meter häck är 13,17 sekunder.
Han kom trea vid Samväldesspelen 2002 och vann Samväldesspelen 2006.
Inomhus har blivit trea vid VM 2004 och fyra vid VM 2006.